# لکه‌ماهی کوچک
لکه‌ماهی کوچک (نام علمی: Citharichthys platophrys) نام یک گونه از سرده لکه‌ماهی است.